# Lotus salsuginosus
Lotus salsuginosus là một loài thực vật có hoa trong họ Đậu. Nó là loài bản địa của tây nam Hoa Kỳ và bắc Mexico.